# 大科什里夏
50°17′11″N 28°53′56″E / 50.28639°N 28.89889°E
大科什里夏（烏克蘭語：Великі Кошарища）是烏克蘭北部的村莊，隸屬日托米爾州的日托米爾區。該村面積1.14平方公里，海拔高度207米，2001年該村落人口510。